# Петрухин, Алексей Петрович
Алексей Петрович Петрухин (род. 1 февраля 1984, Целиноград) — российский эстрадный певец, артист мюзиклов, исполнитель русской народной песни.

## Биография
Алексей окончил Волгоградский институт искусств им. П. Серебрякова по специальности «Дирижер народного хора», после чего переехал в Москву, где поступил на вокальный факультет РАМ им. Гнесиных, параллельно работая в Музыкальном театре национального искусства под руководством В. Назарова, где исполнял ведущие роли.
В 2006 году был приглашен в хор им. Пятницкого в качестве солиста, где проработал более трех лет.
В начале 2010 года после прохождения кастингов Алексей попал в мюзикл «Zorro». С 2010 по 2015 следовали другие проекты, в которых Петрухин принимал участие: мюзикл «Бременские музыканты», «Лукоморье», «Граф Орлов», «Голливудская дива» (г. Санкт-Петербург), проект «Романовы».
В период с 2016 по 2021 год продолжил работу в театре, исполняя роль «мужика в красной рубахе» в опере «Преступление и наказание» по мотивам одноимённого романа Фёдора Достоевского на либретто Андрея Кончаловского и стихи Юрия Ряшенцева.
Опера поставлена театральной компанией АНО «Театр мюзикла», Москва, Россия, где и состоялась мировая премьера состоялась 17 марта 2016 года.
Вместе со своим коллегой Ярославом вступил в коллектив "Антихайп" в 2022 году. В связи с этим событием ими была сочинена композиция "Бозорг!".

### Музыка
В 2015 году Алексеем Петрухиным был создан музыкальный коллектив —группа «Губерния».
Летом 2020 года Алексей познакомился с Ярославом Сумишевским и принял участие в его проекте «Квартирник Онлайн». Алексей принял предложение стать артистом Продюсерского центра Ярослава Сумишевского.
Песня «Пластиночка», записанная в дуэте с Ярославом Сумишевским, набрала миллионы просмотров в сети, и в 2021 году за эту песню артисты получили премию «Шансон года».

## Личная жизнь
Женой певца стала Олеся Валерьевна Петрухина. От неё у Алексея трое детей: Станислава (2010 г.р.), Егор (2014 г.р.) и Елизавета (2014 г.р.).

## Дискография
| Год выпуска | Название релиза                                                              |
| ----------- | ---------------------------------------------------------------------------- |
| 2020        | «Пластиночка» (дуэт с Ярославом Сумишевским)                                 |
| 2020        | «Только мы» (дуэт с Варварой)                                                |
| 2020        | «Ступени»                                                                    |
| 2021        | «Ромашка» (дуэт с Мариной Девятовой)                                         |
| 2021        | «Гуси» (дуэт с Ярославом Сумишевским)                                        |
| 2021        | «Клееночка»                                                                  |
| 2021        | «Морская» (дуэт с Ярославом Сумишевским)                                     |
| 2021        | «Как на тройке»                                                              |
| 2021        | «Берега»                                                                     |
| 2021        | «Снег с дождем»                                                              |
| 2021        | «Под Новый год и Рождество» (дуэт с Ярославом Сумишевским и Славой Благовым) |
| 2022        | «А в деревне» (дуэт с Ярославом Сумишевским)                                 |
| 2022        | «Зажгите свечи»                                                              |
| 2022        | «Дай мне сильные крылья»                                                     |
| 2022        | «А мы сядем за стол»                                                         |

### Видеоклипы
| Год  | Песня           |
| ---- | --------------- |
| 2016 | «Лизавета»      |
| 2018 | «Пока ты живой» |
| 2019 | «Руки мамины»   |
| 2020 | «Пластиночка»   |
| 2020 | «Гуси»          |
| 2020 | «Как на тройке» |
| 2021 | «Морская»       |
| 2021 | «Родина была»   |
| 2021 | «Снег с дождём» |

## Награды
| Год       | Финал                                                                     |
| --------- | ------------------------------------------------------------------------- |
| 2013      | Обладатель ордена Суворова «За вклад в патриотические традиции Отечества» |
| 2021/2022 | Лауреат премии «Шансон года»                                              |